# شهر جنایتکاران
شهر جنایتکاران (به انگلیسی: Mob City) یک سریال تلویزیونی به کارگردانی فرانک دارابونت و محصول شبکه تی‌ان‌تی است. این فیلم براساس حوادث واقعی گزارش شده از اداره پلیس لس‌آنجلس و گنگسترهای دهه چهل است که در کتاب جان بانتین به نام L.A. Noir: The Struggle for the Soul of America's Most Seductive City به آن‌ها اشاره شده‌است. این مجموعه در مراحل تولید با نام‌های L.A. Noir و Lost Angels شناخته می‌شد. قسمت اول و دوم این سریال در تاریخ ۴ دسامبر ۲۰۱۳ روی آنتن رفت.
در تاریخ ۱۰ فوریه ۲۰۱۴، این مجموعه کَنسل شد.

## خلاصه داستان
شهر جنایتکاران داستان واقعی درگیری چند دهه‌ای بین اداره پلیس لس‌آنجلس، تحت فرماندهی مقتدرانه رئیس پلیس ویلیام پارکر و عناصر بیرحمی است که توسط بوکسور سابق، میکی کوهن هدایت می‌شدند که در آن زمان به سردستگی جنایتکاران در لس‌آنجلس رسید. این سریال یک درام با ریتم تند است که در دهه‌های چهل و پنجاه در لس‌آنجلس رخ می‌دهد. داستان این مجموعه دنیایی است متشکل از ستارگان مشهور سینما، روسای استودیوهای قدرتمند، قهرمانان بازگشته از جنگ، نیروی پلیس قوی و فاسد، و حتی یک شبکه جنایتکاری خطرناکتر که قصد دارد لس‌آنجلس را تبدیل به پایگاه خود در ساحل غربی نماید.

## بازیگران و نقششان در مجموعه

### نقش‌های اصلی
- جان برنثال در نقش جو تیگ، افسر پلیس بازگشته از نیروی دریایی که در میان درگیریهای پارکر و کوهن گیر کرده‌است.
- میلو ونتیمیگلیا در نقش نِد استَکس، وکیل و کارچاق‌کن کوهن که در جنگ در کنار تیگ می‌جنگید.
- نیل مک‌دانا در نقش ویلیام پارکر، سروان اداره پلیس لس‌آنجلس که مصمم به دستگیری کوهن شده بود.
- الکسا داوالوس در نقش جاسمین فانتِین، زن زیبایی که گذشته‌اش برایش دردسرساز می‌شود.
- جفری دی‌مان در نقش هال موریسون، کاراگاهی که در راس تیم جنایتکاران اداره پلیس لس‌آنجلس است.
- رابرت نپر در نقش سید راثمَن، جنایتکاری که نزدیک به کوهن و سیگِل کار می‌کند.
- جرمی لوک در نقش میکی کوهن، خطرناکترین جنایتکار لس‌آنجلس.
- گریگوری ایتزین درنقش فلِچِر بووُرن، شهردار لس‌آنجلس.
- ادوارد برنز در نقش باگزی سیگِل، یکی از بدنامترین جنایتکاان لس‌آنجلس.

### نقش‌های فرعی
- جرمی استرانگ در نقش مایک هندری، یکی از اعضای گروه جنایتکاری موریسون.
- ریچارد بریک در نقش تری مندل، دستیار راثمن.
- مِکیا کاکس در نقش آنیا، سَر متصدی یکی از پیاله فروشیهای بانی.
- ایدو گُلدبرگ در نقش لزلی شرمر، مردی که که برای گَنگ کار می‌کند.
- دانا گولد در نقش تاگ پِرسِل، عضوی از گروه موریسون.
- مایک هِیگِرتی در نقش جک برِی «چاقالو»، عضوی از گروه موریسون.
- جیمز هربرت در نقش مایلز هِویت، ستوانی در اداره پلیس لس‌آنجلس.
- مایکل مک‌گریدی در نقش کلِمِنس بی. هورال، رئیس اداره پلیس لس‌آنجلس.
- جان پولونو در نقش پَت دولان، عضوی از گروه موریسون.
- دنیل روباک در نقش نیک بلِد سو، عضوی از گروه موریسون.
- اندرو راثنبرگ در نقش اِدی سندرسون، عضوی از گروه موریسون.
- ارنی هادسون در نقش «بانی»، جنایتکاری که در سرتاسر Central Avenue شهر لس‌آنجلس کلوب‌های شبانه دارد.

### بازیگران مهمان
- سایمون پگ در نقش هِکی نَش، هنرمند استندآپ کمدی که با گروه جنایتکاری کوهن کار می‌کند.

## قسمتها
| قسمت. | عنوان                         | کارگردان       | نویسنده                               | تاریخ پخش      | میزان بیننده در آمریکا (million) |
| ----- | ----------------------------- | -------------- | ------------------------------------- | -------------- | -------------------------------- |
| ۱     | «شخصی وارد پیاله فروشی می‌شود» | Frank Darabont | Frank Darabont                        | ۴ دسامبر ۲۰۱۳  | ۲٫۲۹                             |
| ۲     | «دلیلی برای کشتن یک مرد»      | Frank Darabont | Frank Darabont                        | ۴ دسامبر ۲۰۱۳  | ۲٫۲۹                             |
| ۳     | «چراغ قرمز»                   | Frank Darabont | Michael Sloane                        | ۱۱ دسامبر ۲۰۱۳ | TBA                              |
| ۴     | «بزرگی موزی‌اش»                | Guy Ferland    | David J. Schow                        | ۱۱ دسامبر ۲۰۱۳ | TBA                              |
| ۵     | «اُکسپِکِر (نام نوعی پرنده)»     | Guy Ferland    | David Leslie Johnson                  | ۱۸ دسامبر ۲۰۱۳ | TBA                              |
| ۶     | «بخواب روی زمین»              | Frank Darabont | Frank Darabont & David Leslie Johnson | ۱۸ دسامبر ۲۰۱۳ | TBA                              |